# Лимацелла масляная
Лимаце́лла ма́сляная (лат. Limacella illinita) — гриб рода Лимацелла (Limacella) семейства Мухоморовые (Amanitaceae). Считается малоизвестным съедобным грибом.

## Описание
Шляпка диаметром 2,5—8 см, в середине толстомясистая, полушаровидная, позже раскрывается до плоско-выпуклой или распростёртой, имеет широкий бугорок, край тонкий, неровный. Кожица слизистая, гладкая, беловатая, с кремово-жёлтым оттенком, в центре коричневатая или коричнево-серая.
Мякоть белая, на срезе не изменяется, с парфюмерным запахом.
Пластинки свободные, частые, широкие, белые с розоватым оттенком, имеются пластиночки.
Ножка центральная, цилиндрическая, в средней части может расширяться, размеры 4—8×0,5—0,7 см. Поверхность цвета шляпки, слизистая
Остатки покрывал: вольва отсутствует, кольцо в верхней части ножки, слизистое, узкое, быстро исчезает.
Споровый порошок белый.
Микроскопические признаки:
Споры округлые или широкоэллипсоидные, 4—6×4—4,5 мкм, шероховатые, бесцветные.
Базидии четырёхспоровые, булавовидные, размерами 30—35×6—7 мкм.
Трама пластинок неправильного типа, гифы диаметром 3—7 мкм.

### Разновидности
Вид обладает некоторой изменчивостью, для него описано несколько разновидностей:
- Limacella illinita var. rubescens H.V.Sm., 1945
- Limacella illinita var. argillacea H.V.Sm., 1945
- Limacella illinita var. ochraceorosea  Beguet & Bon, 1975

## Экология и распространение
Растёт в хвойных, смешанных и лиственных лесах, на почве. Встречается очень редко.
Распространена в умеренном поясе Европы от Британских островов до Прибалтики, Белоруссии и Западной Украины (Закарпатская и Ивано-Франковская обл.), в Закавказье (Азербайджан), в Приморском крае, в Северной Америке (США) и Северной Африке (Алжир).
Сезон август — октябрь.